# Medalhistas olímpicos do ciclismo (feminino)
Esta é a lista de medalhistas olímpicas do ciclismo feminino:

## Eventos atuais

### Ciclismo de estrada

#### Corrida em estrada
| Evento                      | Ouro                                   | Prata                                  | Bronze                                   |
| --------------------------- | -------------------------------------- | -------------------------------------- | ---------------------------------------- |
| Los Angeles 1984 (detalhes) | Connie Carpenter USA Estados Unidos    | Rebecca Twigg USA Estados Unidos       | Sandra Schumacher FRG Alemanha Ocidental |
| Seul 1988 (detalhes)        | Monique Knol NED Países Baixos         | Jutta Niehaus FRG Alemanha Ocidental   | Laima Zilporytė URS União Soviética      |
| Barcelona 1992 (detalhes)   | Kathy Watt AUS Austrália               | Jeannie Longo-Ciprelli FRA França      | Monique Knol NED Países Baixos           |
| Atlanta 1996 (detalhes)     | Jeannie Longo-Ciprelli FRA França      | Imelda Chiappa ITA Itália              | Clara Hughes CAN Canadá                  |
| Sydney 2000 (detalhes)      | Leontien Zijlaard NED Países Baixos    | Hanka Kupfernagel GER Alemanha         | Diana Žiliūtė LTU Lituânia               |
| Atenas 2004 (detalhes)      | Sara Carrigan AUS Austrália            | Judith Arndt GER Alemanha              | Olga Slyusareva RUS Rússia               |
| Pequim 2008 (detalhes)      | Nicole Cooke GBR Grã-Bretanha          | Emma Johansson SWE Suécia              | Tatiana Guderzo ITA Itália               |
| Londres 2012 (detalhes)     | Marianne Vos NED Países Baixos         | Lizzie Armitstead GBR Grã-Bretanha     | Olga Zabelinskaya RUS Rússia             |
| Rio 2016 (detalhes)         | Anna van der Breggen NED Países Baixos | Emma Johansson SWE Suécia              | Elisa Longo Borghini ITA Itália          |
| Tóquio 2020 (detalhes)      | Anna Kiesenhofer AUT Áustria           | Annemiek van Vleuten NED Países Baixos | Elisa Longo Borghini ITA Itália          |
| Paris 2024 (detalhes)       | Kristen Faulkner USA Estados Unidos    | Marianne Vos NED Países Baixos         | Lotte Kopecky BEL Bélgica                |

#### Estrada contra o relógio
| Evento                  | Ouro                                   | Prata                             | Bronze                                 |
| ----------------------- | -------------------------------------- | --------------------------------- | -------------------------------------- |
| Atlanta 1996 (detalhes) | Zulfiya Zabirova RUS Rússia            | Jeannie Longo-Ciprelli FRA França | Clara Hughes CAN Canadá                |
| Sydney 2000 (detalhes)  | Leontien Zijlaard NED Países Baixos    | Mari Holden USA Estados Unidos    | Jeannie Longo-Ciprelli FRA França      |
| Atenas 2004 (detalhes)  | Leontien van Moorsel NED Países Baixos | Dede Barry USA Estados Unidos     | Karin Thürig SUI Suíça                 |
| Pequim 2008 (detalhes)  | Kristin Armstrong USA Estados Unidos   | Emma Pooley GBR Grã-Bretanha      | Karin Thürig SUI Suíça                 |
| Londres 2012 (detalhes) | Kristin Armstrong USA Estados Unidos   | Judith Arndt GER Alemanha         | Olga Zabelinskaya RUS Rússia           |
| Rio 2016 (detalhes)     | Kristin Armstrong USA Estados Unidos   | Olga Zabelinskaya RUS Rússia      | Anna van der Breggen NED Países Baixos |
| Tóquio 2020 (detalhes)  | Annemiek van Vleuten NED Países Baixos | Marlen Reusser SUI Suíça          | Anna van der Breggen NED Países Baixos |
| Paris 2024 (detalhes)   | Grace Brown AUS Austrália              | Anna Henderson GBR Grã-Bretanha   | Chloé Dygert USA Estados Unidos        |

### Cilcismo de pista

#### Keirin
| Evento                  | Ouro                                  | Prata                               | Bronze                         |
| ----------------------- | ------------------------------------- | ----------------------------------- | ------------------------------ |
| Londres 2012 (detalhes) | Victoria Pendleton GBR Grã-Bretanha   | Guo Shuang CHN China                | Lee Wai-sze HKG Hong Kong      |
| Rio 2016 (detalhes)     | Elis Ligtlee NED Países Baixos        | Becky James GBR Grã-Bretanha        | Anna Meares AUS Austrália      |
| Tóquio 2020 (detalhes)  | Shanne Braspennincx NED Países Baixos | Ellesse Andrews NZL Nova Zelândia   | Lauriane Genest CAN Canadá     |
| Paris 2024 (detalhes)   | Ellesse Andrews NZL Nova Zelândia     | Hetty van de Wouw NED Países Baixos | Emma Finucane GBR Grã-Bretanha |

#### Madison
| Evento                 | Ouro                                         | Prata                                      | Bronze                                              |
| ---------------------- | -------------------------------------------- | ------------------------------------------ | --------------------------------------------------- |
| Tóquio 2020 (detalhes) | Katie Archibald Laura Kenny GBR Grã-Bretanha | Amalie Dideriksen Julie Leth DEN Dinamarca | Gulnaz Khatuntseva Maria Novolodskaya ROC           |
| Paris 2024 (detalhes)  | Chiara Consonni Vittoria Guazzini ITA Itália | Elinor Barker Neah Evans GBR Grã-Bretanha  | Maike van der Duin Lisa van Belle NED Países Baixos |

#### Omnium
| Evento                  | Ouro                                | Prata                           | Bronze                           |
| ----------------------- | ----------------------------------- | ------------------------------- | -------------------------------- |
| Londres 2012 (detalhes) | Laura Trott GBR Grã-Bretanha        | Sarah Hammer USA Estados Unidos | Annette Edmondson AUS Austrália  |
| Rio 2016 (detalhes)     | Laura Trott GBR Grã-Bretanha        | Sarah Hammer USA Estados Unidos | Jolien D'Hoore BEL Bélgica       |
| Tóquio 2020 (detalhes)  | Jennifer Valente USA Estados Unidos | Yumi Kajihara JPN Japão         | Kirsten Wild NED Países Baixos   |
| Paris 2024 (detalhes)   | Jennifer Valente USA Estados Unidos | Daria Pikulik POL Polônia       | Ally Wollaston NZL Nova Zelândia |

#### Perseguição por equipes
| Evento                  | Ouro                                                                            | Prata                                                                              | Bronze                                                                                  |
| ----------------------- | ------------------------------------------------------------------------------- | ---------------------------------------------------------------------------------- | --------------------------------------------------------------------------------------- |
| Londres 2012 (detalhes) | Danielle King Laura Trott Joanna Rowsell GBR Grã-Bretanha                       | Sarah Hammer Dotsie Bausch Jennie Reed USA Estados Unidos                          | Tara Whitten Gillian Carleton Jasmin Glaesser CAN Canadá                                |
| Rio 2016 (detalhes)     | Katie Archibald Laura Trott Elinor Barker Joanna Rowsell GBR Grã-Bretanha       | Sarah Hammer Kelly Catlin Chloe Dygert Jennifer Valente USA Estados Unidos         | Allison Beveridge Jasmin Glaesser Kirsti Lay Georgia Simmerling Laura Brown CAN Canadá  |
| Tóquio 2020 (detalhes)  | Franziska Brauße Lisa Brennauer Lisa Klein Mieke Kröger GER Alemanha            | Katie Archibald Laura Kenny Neah Evans Josie Knight Elinor Barker GBR Grã-Bretanha | Chloé Dygert Megan Jastrab Jennifer Valente Emma White Lily Williams USA Estados Unidos |
| Paris 2024 (detalhes)   | Jennifer Valente Lily Williams Chloé Dygert Kristen Faulkner USA Estados Unidos | Ally Wollaston Bryony Botha Emily Shearman Nicole Shields NZL Nova Zelândia        | Elinor Barker Josie Knight Anna Morris Jessica Roberts GBR Grã-Bretanha                 |

#### Velocidade individual
| Evento                    | Ouro                                | Prata                                | Bronze                           |
| ------------------------- | ----------------------------------- | ------------------------------------ | -------------------------------- |
| Seul 1988 (detalhes)      | Erika Salumäe URS União Soviética   | Christa Luding GDR Alemanha Oriental | Connie Young USA Estados Unidos  |
| Barcelona 1992 (detalhes) | Erika Salumäe EST Estônia           | Annett Neumann GER Alemanha          | Ingrid Haringa NED Países Baixos |
| Atlanta 1996 (detalhes)   | Félicia Ballanger FRA França        | Michelle Ferris AUS Austrália        | Ingrid Haringa NED Países Baixos |
| Sydney 2000 (detalhes)    | Félicia Ballanger FRA França        | Oksana Grishina RUS Rússia           | Iryna Yanovych UKR Ucrânia       |
| Atenas 2004 (detalhes)    | Lori-Ann Muenzer CAN Canadá         | Tamilla Abassova RUS Rússia          | Anna Meares AUS Austrália        |
| Pequim 2008 (detalhes)    | Victoria Pendleton GBR Grã-Bretanha | Anna Meares AUS Austrália            | Guo Shuang CHN China             |
| Londres 2012 (detalhes)   | Anna Meares AUS Austrália           | Victoria Pendleton GBR Grã-Bretanha  | Guo Shuang CHN China             |
| Rio 2016 (detalhes)       | Kristina Vogel GER Alemanha         | Becky James GBR Grã-Bretanha         | Katy Marchant GBR Grã-Bretanha   |
| Tóquio 2020 (detalhes)    | Kelsey Mitchell CAN Canadá          | Olena Starikova UKR Ucrânia          | Lee Wai-sze HKG Hong Kong        |
| Paris 2024 (detalhes)     | Ellesse Andrews NZL Nova Zelândia   | Lea Friedrich GER Alemanha           | Emma Finucane GBR Grã-Bretanha   |

#### Velocidade por equipes
| Evento                  | Ouro                                                         | Prata                                                         | Bronze                                                 |
| ----------------------- | ------------------------------------------------------------ | ------------------------------------------------------------- | ------------------------------------------------------ |
| Londres 2012 (detalhes) | Kristina Vogel Miriam Welte GER Alemanha                     | Gong Jinjie Guo Shuang CHN China                              | Kaarle McCulloch Anna Meares AUS Austrália             |
| Rio 2016 (detalhes)     | Gong Jinjie Zhong Tianshi CHN China                          | Daria Shmeleva Anastasia Voynova RUS Rússia                   | Kristina Vogel Miriam Welte GER Alemanha               |
| Tóquio 2020 (detalhes)  | Bao Shanju Zhong Tianshi CHN China                           | Lea Friedrich Emma Hinze GER Alemanha                         | Daria Shmeleva Anastasia Voynova ROC                   |
| Paris 2024 (detalhes)   | Katy Marchant Sophie Capewell Emma Finucane GBR Grã-Bretanha | Rebecca Petch Shaane Fulton Ellesse Andrews NZL Nova Zelândia | Pauline Grabosch Emma Hinze Lea Friedrich GER Alemanha |

### Mountain bike

#### Cross-country
| Evento                  | Ouro                              | Prata                           | Bronze                            |
| ----------------------- | --------------------------------- | ------------------------------- | --------------------------------- |
| Atlanta 1996 (detalhes) | Paola Pezzo ITA Itália            | Alison Sydor CAN Canadá         | Susan DeMattei USA Estados Unidos |
| Sydney 2000 (detalhes)  | Paola Pezzo ITA Itália            | Barbara Blatter SUI Suíça       | Margarita Fullana ESP Espanha     |
| Atenas 2004 (detalhes)  | Gunn-Rita Dahle NOR Noruega       | Marie-Hélène Prémont CAN Canadá | Sabine Spitz GER Alemanha         |
| Pequim 2008 (detalhes)  | Sabine Spitz GER Alemanha         | Maja Włoszczowska POL Polônia   | Irina Kalentieva RUS Rússia       |
| Londres 2012 (detalhes) | Julie Bresset FRA França          | Sabine Spitz GER Alemanha       | Georgia Gould USA Estados Unidos  |
| Rio 2016 (detalhes)     | Jenny Rissveds SWE Suécia         | Maja Włoszczowska POL Polônia   | Catharine Pendrel CAN Canadá      |
| Tóquio 2020 (detalhes)  | Jolanda Neff SUI Suíça            | Sina Frei SUI Suíça             | Linda Indergand SUI Suíça         |
| Paris 2024 (detalhes)   | Pauline Ferrand-Prévot FRA França | Haley Batten USA Estados Unidos | Jenny Rissveds SWE Suécia         |

### BMX

#### Corrida
| Evento                  | Ouro                              | Prata                            | Bronze                           |
| ----------------------- | --------------------------------- | -------------------------------- | -------------------------------- |
| Pequim 2008 (detalhes)  | Anne-Caroline Chausson FRA França | Laëtitia Le Corguillé FRA França | Jill Kintner USA Estados Unidos  |
| Londres 2012 (detalhes) | Mariana Pajón COL Colômbia        | Sarah Walker NZL Nova Zelândia   | Laura Smulders NED Países Baixos |
| Rio 2016 (detalhes)     | Mariana Pajón COL Colômbia        | Alise Post USA Estados Unidos    | Stefany Hernández VEN Venezuela  |
| Tóquio 2020 (detalhes)  | Beth Shriever GBR Grã-Bretanha    | Mariana Pajón COL Colômbia       | Merel Smulders NED Países Baixos |
| Paris 2024 (detalhes)   | Saya Sakakibara AUS Austrália     | Manon Veenstra NED Países Baixos | Zoé Claessens SUI Suíça          |

#### Estilo livre
| Evento                 | Ouro                                   | Prata                             | Bronze                      |
| ---------------------- | -------------------------------------- | --------------------------------- | --------------------------- |
| Tóquio 2020 (detalhes) | Charlotte Worthington GBR Grã-Bretanha | Hannah Roberts USA Estados Unidos | Nikita Ducarroz SUI Suíça   |
| Paris 2024 (detalhes)  | Deng Yawen CHN China                   | Perris Benegas USA Estados Unidos | Natalya Diehm AUS Austrália |

## Eventos descontinuados

### Ciclismo de pista

#### 500 m contra o relógio
| Evento                 | Ouro                         | Prata                         | Bronze                                |
| ---------------------- | ---------------------------- | ----------------------------- | ------------------------------------- |
| Sydney 2000 (detalhes) | Félicia Ballanger FRA França | Michelle Ferris AUS Austrália | Cuihua Jiang CHN China                |
| Atenas 2004 (detalhes) | Anna Meares AUS Austrália    | Jiang Yonghua CHN China       | Natallia Tsylinskaya BLR Bielorrússia |

#### Corrida por pontos
| Evento                  | Ouro                           | Prata                               | Bronze                           |
| ----------------------- | ------------------------------ | ----------------------------------- | -------------------------------- |
| Atlanta 1996 (detalhes) | Nathalie Lancien FRA França    | Ingrid Haringa NED Países Baixos    | Lucy Tyler-Sharman AUS Austrália |
| Sydney 2000 (detalhes)  | Antonella Bellutti ITA Itália  | Leontien Zijlaard NED Países Baixos | Olga Slyusareva RUS Rússia       |
| Atenas 2004 (detalhes)  | Olga Slyusareva RUS Rússia     | Belem Guerrero MEX México           | María Luisa Calle COL Colômbia   |
| Pequim 2008 (detalhes)  | Marianne Vos NED Países Baixos | Yoanka González CUB Cuba            | Leire Olaberria ESP Espanha      |

#### Perseguição individual
| Evento                    | Ouro                                | Prata                              | Bronze                                 |
| ------------------------- | ----------------------------------- | ---------------------------------- | -------------------------------------- |
| Barcelona 1992 (detalhes) | Petra Rossner GER Alemanha          | Kathy Watt AUS Austrália           | Rebecca Twigg USA Estados Unidos       |
| Atlanta 1996 (detalhes)   | Antonella Bellutti ITA Itália       | Marion Clignet FRA França          | Judith Arndt GER Alemanha              |
| Sydney 2000 (detalhes)    | Leontien Zijlaard NED Países Baixos | Marion Clignet FRA França          | Yvonne McGregor GBR Grã-Bretanha       |
| Atenas 2004 (detalhes)    | Sarah Ulmer AUS Austrália           | Katie Mactier AUS Austrália        | Leontien van Moorsel NED Países Baixos |
| Pequim 2008 (detalhes)    | Rebecca Romero GBR Grã-Bretanha     | Wendy Houvenaghel GBR Grã-Bretanha | Lesya Kalitovska UKR Ucrânia           |